# Милака
Милака (англ. Milaca) — город в округе Мил-Лакс, штат Миннесота, США. На площади 8,3 км² (8,3 км² — суша, водоёмов нет), согласно переписи 2002 года, проживают 2580 человек. Плотность населения составляет 312,1 чел./км².
- Телефонный код города — 320
- Почтовый индекс — 56353
- FIPS-код города — 27-42110[1]
- GNIS-идентификатор — 0647836[2]

## Известные уроженцы и жители
- Белль Беннетт (1891—1932), актриса.